# Dewoitine D.27
Девуатин D.27 (фр. Dewoitine D.27) — французский одномоторный истребитель межвоенного периода, моноплан металлической конструкции с полотняной обшивкой выполненный по схеме парасоль. Имел одну открытую одноместную кабину. Оснащался поршневым радиальным двигателем внутреннего сгорания и двухлопастным тянущим винтом.
Первый полёт совершил 3 июня 1928 года. Был спроектирован Эмилем Девуатином в Швейцарии. Самолёт выпускался на швейцарской фирме EKW, а также во Франции на Dewoitine и по лицензии югославской компанией Змай из Земуна. Самолёт использовался Францией, Швейцарией, Румынией, Испанией и Югославией.

## Проектирование
Запрос на проектирование нового истребителя был получен Эмилем Девуатином в 1926 году, в соответствии с тендером STAé (Техническая служба аэронавтики) по разработке лёгкого истребителя C1, когда старые самолёты первой мировой войны начали списываться во Франции. Используя положительный опыт предыдущих истребителей от Devoatin D.1 до Devoatin D.21, Девуатином был разработан новый самолёт Devoatin D.27. Стандарты самолёта были приняты с предыдущего проекта: моноплан — высокоплан, открытая кабина, неубираемое шасси обычного типа, металлический набор фюзеляжа и крыла, фюзеляж, покрытый дюралюминиевым листом и крыло обитое полотном, два стальных подкоса для каждого крыла. Самолёт получил новый двигатель Hispano-Suiza 12Mc, который позже был заменён более надёжным Hispano-Suiza 12MB. Радиатор двигателя был расположен на передней стороне двигателя и мог закрываться. Самолёт был вооружён двумя 7,5-мм синхронизированными пулемётами Дарн, установленными в фюзеляже. Параллельно Девуатин разработал для Швейцарии учебный истребитель D.26.
Во время строительства прототипа D.27 завод Эмиля Девуитина в Тулузе, в феврале 1927 года обанкротился, а недоделанный прототип D.27 был передан на Eidgenössischen Konstruktionswerkstätten (EKW) в Швейцарии для продолжения его развития. Самолёт впервые взлетел в Туне, 3 июня 1928 года, управляемый лётчиком-испытателем Марселем Доре (Marcel Doret). К концу года поступили заказы из Румынии на три D.27, на один из Аргентины (использовался только для оценки) и на четыре из Югославии. В Швейцарии прототип оценивался в сравнении с отечественной конструкцией Comte AC-1, на предмет возможного приобретения Fliegertruppen (ВВС Швейцарии), в котором он вышел победителем.
В марте 1928 года Эмиль Девуатин вернулся во Францию, создав Dewoitine Société Aéronautique Française-Avions. Второй и третий опытные D.27 были доставлены во Францию в апреле 1929 года. Первый из них, оснащённый новым двигателем Hispano-Suiza 12Jb мощностью 400 л. с., был обозначен D.272 и предназначался для участия в соревнованиях по воздушной акробатике. Другой самолёт, предназначенный для прохождения оценки военными в центре STAé в Виллакублэ (Villacoublay), начал тестирование 28 мая 1929 года. 29 ноября 1929 года был подписан контракт с техническим департаментом министерства авиации, на производство второго и третьего предсерийных образцов, а также трёх серийных самолётов, затем доведённый до четырёх, произведённых на заводе Lioré et Olivier. Эти самолёты были оснащены двигателем Hispano-Suiza 12HB мощностью 500 л. с. и были известны французскими ВВС под названием D.271. Один самолёт был оснащён двигателем Gnome-Rhône Jupiter VI с компрессором, который имел выходную мощность 425 л. с. на высоте 4000 м. Эта версия была известна как D.273. Тем не менее, заказ ВВС на одну из двух версий отсутствовал.
Существенный провал в предыстории истребителя D.27 случился в конце июля 1930 года и был обусловлен многочисленными структурными проблемами крыла. Для удовлетворения новых требований, предъявляемых центром STAé в Виллакублэ инженерами Девуатина было спроектировано крыло новой, существенно усиленной конструкцией. Именно в этот момент DGT (Direction Générale Technique) Ministère de l’Air выпустил заказ на 90 истребителей D.27 с усиленными крыльями. Принятые конструктивные изменения привели к изменению обозначения самолёта с D.27 на Dewoitine D.53. Первый прототип, оснащённый усиленным крылом, был завершён Lioré et Olivier 27 февраля 1931 года. Это был D.27 N.14, который получил название D.530. Самолёт совершил первый полёт в конце следующего месяца. D.530 был оснащён двигателем Hispano-Suiza 12Md, лёгкой версией модели Hispano-Suiza 12Mb мощностью 500 л. с. Двигатели Hispano-Suiza 12Md оказались неприемлемы для STAe, а второй, третий и пятый серийные истребители D.53 получили стандартный Hispano-Suiza 12Mb, получив, во время официальных испытаний обозначение D.531.

## История службы

### Швейцария
В конце 1929 года, после проведения испытаний прототипа, швейцарские ВВС решили принять истребитель на вооружение и поручили производство пяти прототипов под названием D-27 III. Строительство самолёта должно выполняться компанией EKW в Туне для строительства планера, а также Saurer / SLM для производства двигателя. Первая серия из 5 штук была поставлена в 1930 году. Осенью 1929 года EKW приступила к строительству предварительного производства 15 истребителей D.27 III, на которых был изменена хвостовая часть и пересмотренное крыло с уменьшенной на 0,45 м² площадью. Эти модификации продувались в аэродинамической трубе Лаборатории Эйфеля. 45 серийных самолётов последовали за самолётами, поставки которых начались в 1931 году, и общее количество построенных достигло 65 штук. Затем последовали ещё два самолёта улучшенной версии, предназначенные для обучения, известные как Dewoitine D-26. Самолёт выпускался с 1930 по 1932 год.
D.27 служил в Швейцарии до 1940 года, когда его заменили более современными истребителями. После этого самолёты были переданы в воздушные школы, где они использовались совместно с D-26.
В мае 1940 года, с началом немецкого нападения на Францию, между Fliegertruppen и Luftwaffe произошли некоторые вооружённые столкновения. В результате этого D.27 были быстро переоборудованы обратно в истребители, но в боевых столкновениях им принять участие не довелось. С середины 1940 года они снова были переведены в учебные, оставаясь действующими в этой роли до 1944 года, когда их окончательно списали.

### Франция
Всего во Франции было произведено 20 экземпляров самолёта. Во Франции эти самолёты были в основном использованы для различных испытаний. Поскольку самолёты были концептуально устаревшими до их производства, их быстро заменили современными истребителями.

### Испания
Некоторое количество французских самолётов были проданы и сражались на стороне испанской республиканской армии во время гражданской войны в Испании.

### Румыния
3 из французских самолётов были проданы Румынии, где использовались в качестве учебных.

### Югославия
Dewoitine D.27 впервые был показан публике на 11-м Парижском авиасалоне в 1928 году и привлёк внимание посетителей. Поскольку Югославия была тогда заинтересована в замене устаревших истребителей, унаследованных от Первой мировой войны, она запросила демонстрацию этого самолёта в своей собственной стране. Эта просьба была удовлетворена и 23 октября 1928 года один из двух прототипов этого самолёта прибыл на аэродром в Нови-Саде. В тот день знаменитый французский пилот Марсель Доре продемонстрировал все акробатические способности этого самолёта перед югославской комиссией и военными атташе, аккредитованными в Белграде.
Самолёт Dewoitine D.27 остался в Югославии в течение всего ноября, где его оценивали параллельно в компании с чешским Avia BH-33E. Во время пребывания в Югославии, Dewoitine D.27 был окрашен в югославские опознавательные знаки на крыльях и киле. За этот период около 40 пилотов произвели полёты на этом самолёте.
В итоге Югославия решила приобрести истребители Avia BH-33E, а на Dewoitine была приобретена лицензия, которую передали на Земунский завод Змай. На Змае было произведено только три самолёта этого типа, что не стало значительным вкладом в Королевские Югославские ВВК, но для самого Змая стало технически очень важным, поскольку это был первый самолёт металлической конструкции, произведённый на этом заводе.
Эти три самолёта использовались для пополнения истребительных частей, уже имевших на вооружении самолёты Dewoitine D.1 и Dewoitine D.9. В начале сентября 1929 года все три самолёта Dewoitine D.27 вместе с тремя Avia BH-33E участвовали в совместных гонках стран Малой Антанты и Польши. Последнее появление этих самолётов на публике было в 1937 году на аэродроме в Земуне.

## Тактико-технические характеристики (D.27)
Источник данных: Encyclopedia of Military Aircraft

Технические характеристики
- Экипаж: 1
- Длина: 6,5 м
- Размах крыла: 9,8 м
- Высота: 2,79 м
- Масса пустого: 1 038 кг
- Масса снаряжённого: 1 382 кг
- Максимальная взлётная масса: 1 414 кг
- Силовая установка: 1 × жидкостного охлаждения, V-12 Hispano-Suiza 12Mc

Лётные характеристики
- Максимальная скорость: 312 км/ч
- Практическая дальность: 600 км
- Практический потолок: 9 200 м
- Скороподъёмность: 10 м/с

Вооружение
- Стрелково-пушечное: 2 x 7,5-мм пулемёта Дарн